# Renato Cesarini
Renato Cesarini   (Senigallia, 11 d'abril de 1906 - Buenos Aires, 24 de març de 1969) fou un futbolista i entrenador de futbol italo-argentí.
Cesarini va néixer a Senigallia, a prop d'Ancona, a la regió italiana de les Marques, però quan tenia pocs mesos de vida marxà a viure a Buenos Aires, Argentina.
Començà jugant a diversos clubs modestos argentins, entre ells Chacarita Juniors o Ferro Carril Oeste. L'any 1926 disputà dos partits amb la selecció argentina. L'any 1929 fitxà pel gegant italià Juventus FC debutant enfront el Napoli el 23 de març de 1930. Durant aquests anys va jugar amb la selecció de futbol d'Itàlia amb la qual es proclamà campió de la Copa Internacional de l'Europa Central de l'edició 1933-35. El 1936 retornà a l'Argentina i guanyà dos campionats nacionals amb el club River Plate.
Un cop retirat inicià la seva carrera com a entrenador, tant a l'Argentina com a Itàlia. Destacà com a entrenador del River Plate, on dirigí la davantera llegendària coneguda com La Màquina.
Clubs entrenats:
- 1939-1944: River Plate
- 1946-1948: Juventus
- 1949: Banfield
- 1950: Boca Juniors
- 1964-1965: Pumas UNAM
- 1958-1959: Pordenone
- 1967-1968: Argentina
- 1968: Huracán

## Palmarès
Juventus
- Serie A: 1930–31, 1931–32, 1932–33, 1933–34, 1934–35

River Plate
- Lliga argentina de futbol: 1936, 1937

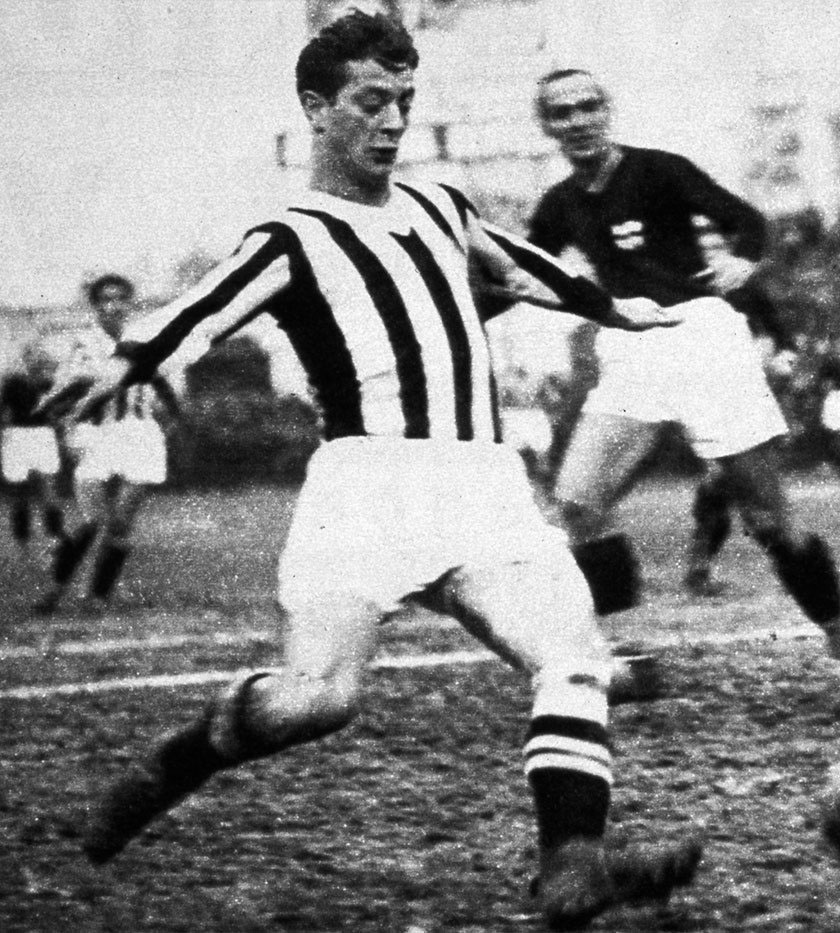
Cesarini en acció amb la Juventus FC el 1933–34.

- Copa Aldao: 1936

Itàlia
- Copa Internacional de l'Europa Central: 1933-35